# Портахе
Портахе (ісп. Portaje) — муніципалітет в Іспанії, у складі автономної спільноти Естремадура, у провінції Касерес. Населення — 419 осіб (2010).
Муніципалітет розташований на відстані близько 250 км на захід від Мадрида, 50 км на північ від Касереса.

## Демографія
Динаміка населення (INE ):